# Jean Carlo Witte
Jean Carlo Witte (nacido el 24 de septiembre de 1977) es un exfutbolista brasileño que se desempeñaba como defensa.
Jugó para clubes como el Santos, Bahia, FC Tokyo y Shonan Bellmare.

## Trayectoria

### Clubes
| Club            | País   | Año         |
| --------------- | ------ | ----------- |
| Santos          | Brasil | 1995 - 2000 |
| Bahia           | Brasil | 2000 - 2001 |
| FC Tokyo        | Japón  | 2002 - 2006 |
| Shonan Bellmare | Japón  | 2007 - 2010 |